# Kaiserdamm (Berlins tunnelbana)
Kaiserdamm är en station på Berlins tunnelbanas linje U2. Den ligger i nära korsningen Kaiserdamm/Königin-Elisabeth-Strasse i stadsdelen Westend. Den öppnades år 1908. Man kan byta till S-Bahn och stationen Messe Nord/ICC som ligger på Ringbahn. I närheten ligger Messe Berlin samt stora busscentralen Zentraler Omnibusbahnhof Berlin eller ZOB, där fjärrbussar ansluter.

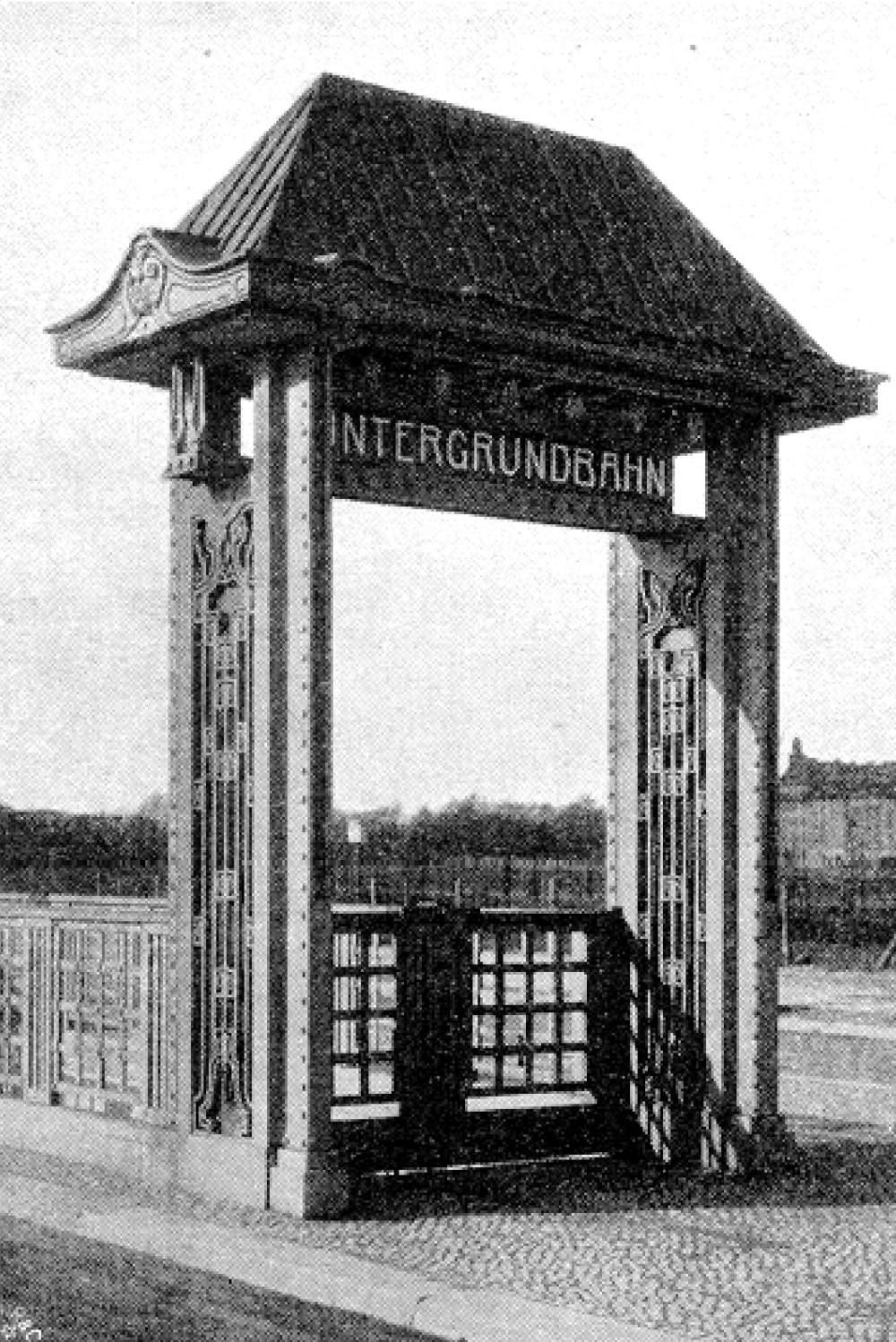
Ingång till U-Bahnhof Kaiserdamm 1908
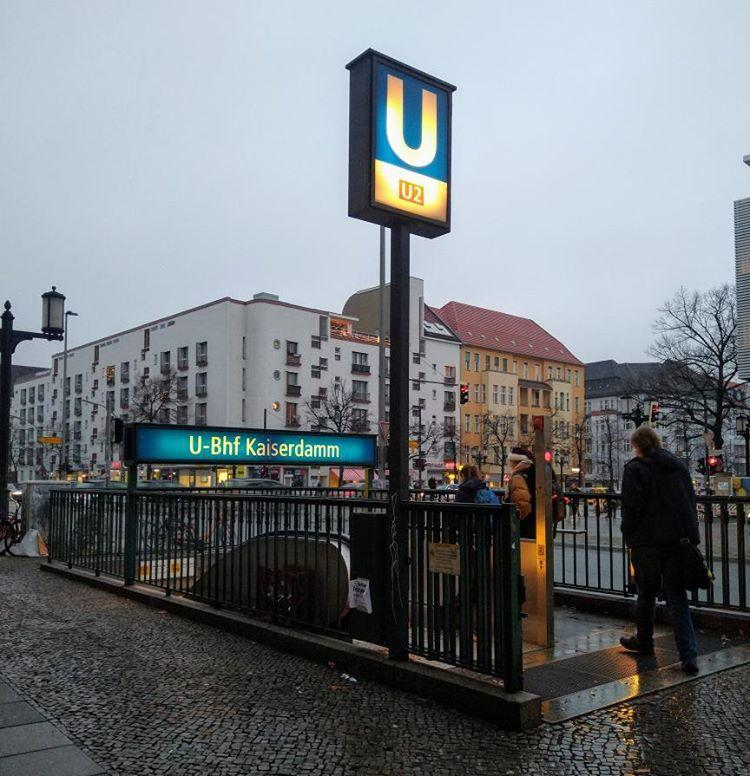
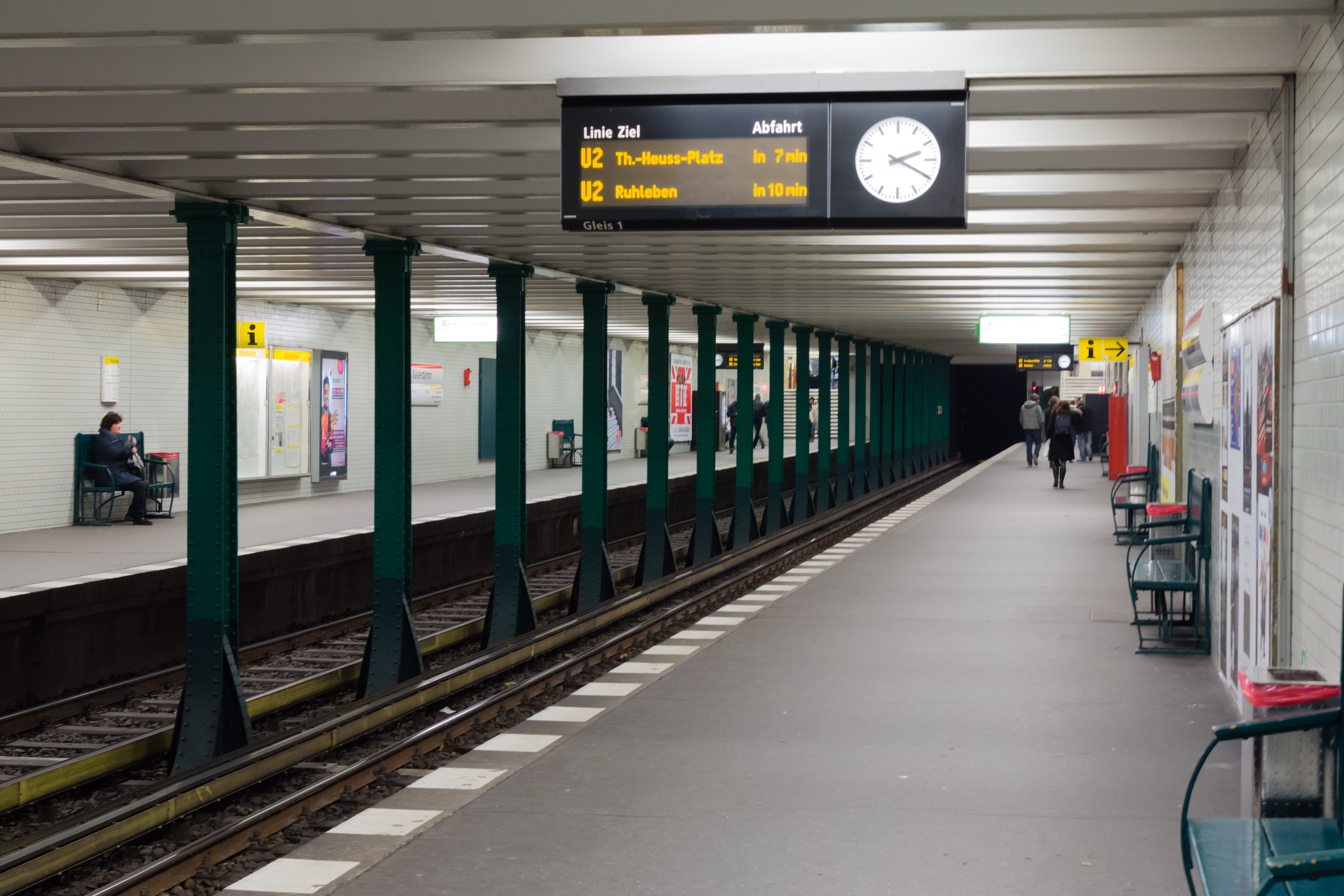